# Dientes de Navarino
Dientes de Navarino es un conjunto de montañas-circuito ubicadas en la isla Navarino, Chile, al sur de Puerto Williams. Llevan su nombre por la serie de pináculos rocosos que evocan una dentadura.
Pertenecen a los Andes fueguinos y son las más altas de la isla. Su punto más alto tiene una altitud de 1118 m s. n. m.
Existe un sendero que atrae turistas de todo el mundo. Es el segundo trekking más austral del mundo tras aquel que conduce a lago Windhond, emplazado en la misma isla. Dependiendo de las condiciones climáticas, la caminata dura de 3 a 5 días excluyendo la extensión opcional a lago Windhond, y para poder recorrerla se debe informar a Carabineros de Chile.

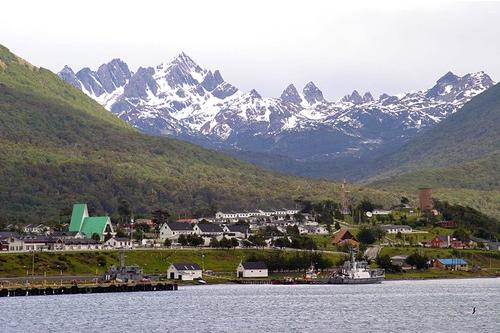
Vista de Puerto Williams con los Dientes de Navarino al fondo.